# 이천금
이천금는 대한민국의 텔레비전 드라마 작가이다. 

## 드라마
- 2023년 tvN 수목 미니시리즈 《성스러운 아이돌》 ... 집필